# Héctor Vilches
Héctor Vilches (Montevideo, Uruguay, 14 de febrero de 1926-23 de septiembre de 1998) fue un futbolista uruguayo que jugaba como defensa.

## Selección nacional
Fue internacional con la selección uruguaya en 10 ocasiones. Hizo su debut el 7 de abril de 1950 en un amistoso contra Chile en Santiago, que terminó en victoria uruguaya por 5-1. Fue campeón del mundo en 1950, pese a no haber jugado ningún partido durante el torneo.

### Participaciones en Copas del Mundo
| Mundial                        | Sede   | Resultado | Partidos | Goles |
| ------------------------------ | ------ | --------- | -------- | ----- |
| Copa Mundial de Fútbol de 1950 | Brasil | Campeón   | 0        | 0     |

## Clubes
| Club  | País    | Año |
| ----- | ------- | --- |
| Cerro | Uruguay | ¿-? |

## Palmarés

### Copas internacionales
| Título                 | Selección | Sede   | Año  |
| ---------------------- | --------- | ------ | ---- |
| Copa Mundial de Fútbol | Uruguay   | Brasil | 1950 |